# Smjörbitlar
Smjörbitlar är en kulle i republiken Island. Den ligger i regionen Norðurland eystra, 300 km nordost om huvudstaden Reykjavík. Toppen på Smjörbitlar är 221 meter över havet. 
Trakten runt Smjörbitlar är nära nog obefolkad, med mindre än två invånare per kvadratkilometer. Närmaste större samhälle är Kópasker, nära Smjörbitlar. Omgivningarna runt Smjörbitlar är i huvudsak ett öppet busklandskap.